# Ellen Lindblad
Ellen Ingrid Lindblad, född 6 mars  1991, är en svensk dansös, sångerska och skådespelerska.

## Biografi
Ellen Lindblad växte upp i Motala, men flyttade redan i 13-årsåldern till Stockholm för att studera dans. Hon gick den moderna linjen på Kungliga Svenska Balettskolan under åren 2007–2010. Därefter har hon bland annat varit engagerad vid Oslo Danse Ensemble, men även under flera år arbetat med koreografen Fredrik Rydman och då dansat huvudroller i produktioner som Snövit, Nötknäpparen, Våroffer och Bosse & Julia.
År 2019 tilldelades hon huvudrollen i Parkteatern i Stockholms uppsättning av Mette Herlitz och Emma Sandanams musikal Elvira Madigan, där hon med stor framgång framträdde också som sångerska och skådespelerska. Därutöver har hon bland mycket annat medverkat i långfilmen Dancing Queens, regisserad av Helena Bergström.